# توم دوناهو
توم دوناهو (بالإنجليزية: Tom Donahue)‏ هو دي جيه أمريكي، ولد في 21 مايو 1928 في ساوث بند في الولايات المتحدة، وتوفي في 28 أبريل 1975.

## وصلات خارجية
- توم دوناهو على موقع الموسوعة البريطانية (الإنجليزية)
- توم دوناهو على موقع ميوزك برينز (الإنجليزية)
- توم دوناهو على موقع أول ميوزيك (الإنجليزية)
- توم دوناهو على موقع ديسكوغز (الإنجليزية)